# Stud Book Argentino
El Stud Book Argentino es una organización dependiente del Jockey Club que tiene por objeto custodiar el registro genealógico de identidad y propiedad de los caballos sangre pura de carrera, árabes y anglo-árabes en Argentina.

## Historia
El Stud Book Argentino fue creado el 30 de junio de 1882 por disposición del Jockey Club, cuyo Reglamento de Carreras (artículo 67) obligaba a inscribir a todos los ejemplares puros de carrera importados o nacidos en el país que participaran en pruebas hípicas o en la reproducción, verificando su origen, edad, filiación y propiedad. Tal resolución dio origen al primer volumen del Stud Book Argentino, así como también a la edición del primer reglamento. En 2011, la Argentina se hallaba ubicada en tercer lugar como productora de ejemplares SPC, detrás de Estados Unidos y Australia. Esta situación le ha permitido, a lo largo de varias décadas, la exportación de animales para correr y para la reproducción a todos los países de América en particular, y de Europa y Asia, en otros casos. El reglamento del Stud Book Argentino ha servido de base en muchos casos para la redacción de otros reglamentos sudamericanos similares.

## Autoridades
La comisión del Stud Book Argentino está integrada por diez miembros designados por la comisión directiva del Jockey Club. El Stud Book se divide en siete secciones: Administración, Secretaría, Correspondencia, Mesa de Entradas, Importación y Exportación, Publicaciones y Estadísticas y Departamento Técnico Veterinario. Para el desarrollo de las tareas se cuenta con un plantel de 25 empleados y 6 inspectores veterinarios.
Por medio del cuerpo de veterinarios se efectúa una inspección anual de la totalidad de los haras del país, oportunidad en la cual se lleva a cabo la comprobación de los productos nacidos al pie de la madre declarada. Los mismos, en el momento de realizarse dicha inspección, no sobrepasan en ningún caso los 5 meses de edad, situación que permite constatar la paternidad y certificar la genealogía. En ese preciso momento se verifica por segunda vez la filiación de los productos nacidos el año anterior.